# 銅鑼灣北站
銅鑼灣北站（英語：Causeway Bay North Station），是港鐵將軍澳綫一個暫時擱置興建的重型鐵路車站，原本暫定不早於2026年前動工興建。建議位置為香港島銅鑼灣北維園道及告士打道地底，接近維多利亞公園西北角，計劃服務銅鑼灣北部一帶。屆時本站與會展站將會成為將軍澳綫兩個位於灣仔區的車站。兩鐵合併前負責發展沙田至中環綫的九廣鐵路公司曾有將車站經由長約240米的行人隧道，連接現有港島綫銅鑼灣站的計劃，屆時或會落實，行人隧道收費區或經現時的銅鑼灣站東大堂連接，若果落實銅鑼灣站將會成為轉車站，有助分流北角站轉車的人流。
然而，因考慮到施工難度，港鐵及政府當局於2021年曾另研方案，包括只把將軍澳綫延伸至會展站，取消興建本站及添馬站。因此本站最終會否落實興建仍存有變數。

## 歷史
維園站的建議首先於《鐵路發展策略》出現，作為北港島綫的車站之一，在後來的《鐵路發展策略2000》亦有提及。此外，沙田至中環綫（沙中綫）港島段的「維園方案」，也會使用此站與北港島綫交匯。
九鐵在2002年取得沙中綫發展權。初時，九鐵公司計劃採用不經維園一帶的「會展／金鐘方案」。及後，在2005年，九鐵公司打算在維園站以西數百米設立銅鑼灣北站。但因為該站興建時將對周邊交通影響甚大（如告士打道將需封閉達五年），因此在兩鐵合併後決定取消在沙中線設置該站。
該站的批地程序早於2002年已完成，但由於北港島綫延遲興建，加上當時九廣鐵路公司取得沙中線計劃的發展權，並採用不經維園的方案，所以維園站的興建計劃一度被擱置。根據當時地鐵公司的年報，維園站在營運網絡及未來支綫計劃中消失。
然而，在2013年2月21日，香港政府路政署展開「我們未來的鐵路」第二階段公眾咨詢，提出北港島綫的方案，當中再次提出興建銅鑼灣北站的計劃，並於2014年9月17日公佈的《鐵路發展策略2014》獲落實興建。

## 車站結構
將軍澳綫下行終點站將由北角站延長至添馬站，與延長後的東涌綫交匯，中途設置本站。地下路段或會途經清風街天橋及維園道。